# Фебріс
Ф́ебріс (лат. Febris) — у римській міфології уособлення гарячки; богиня гарячки, спричинено малярією. За Сенекою дочка Фебрія.
На честь богині було споруджено кілька храмів і вівтарів, зокрема святилище на Палатинському пагорбі, в якому хворі звертались до Фебріс з проханням про одужання, оспівували її і лікувалися.